# Pussy (Savoie)
Pour les articles homonymes, voir Pussy.
Pussy (prononciation en français : [pysi]) est une ancienne commune française située en Tarentaise dans le département de la Savoie. Elle est réunie à  La Léchère le 30 juin 1972.

## Géographie
Pussy est située sur le versant oriental du mont Bellachat, à 9 km au nord-ouest de Moûtiers et à 15 km au sud d'Albertville. Son nom dérive du nom personnel romain Pussius, qui se réfère au propriétaire du lieu à l'époque romaine. La superficie du territoire de Pussy couvre environ 18 km2, le bourg principal se trouvant à 800 mètres d'altitude.
Pussy est constitué d'un chef-lieu et de quatre hameaux ou villages : Le Crêt, La Croix, Necuday et La Mouche.

## Toponymie
Les formes anciennes de la paroisse sont Pussiac (1156), Puisaco (1170), que l'on retrouve également sous les formes Pusiaco.
Le toponyme « Pussy » proviendrait d'un ancien domaine gallo-romain *Pusiacum, dérivant du nom *Pusius associé au suffixe -acum. En latin, pusus désigne un « petit garçon ».

## Histoire
L'église Saint-Jean-Baptiste de Pussy a été reconstruite en 1669.
La commune de Pussy devient La Léchère par arrêté préfectoral le 30 juin 1972, fusionnant avec les communes de Celliers, Doucy, Naves, Notre-Dame-de-Briançon et Petit-Cœur, certaines se trouvant dans la vallée, d'autres sur les montagnes l'encadrant.

## Démographie
Les habitants sont appelés les Pucerains.
L'évolution du nombre d'habitants est connue à travers les recensements de la population effectués dans la commune depuis 1793. Pour les communes de moins de 10 000 habitants, une enquête de recensement portant sur toute la population est réalisée tous les cinq ans, les populations de référence des années intermédiaires étant quant à elles estimées par interpolation ou extrapolation. Pour la commune, le premier recensement exhaustif entrant dans le cadre du nouveau dispositif a été réalisé en 2007.
En 2016, la commune comptait 325 habitants.
| 1793 | 1800 | 1806 | 1821 | 1836 | 1846 | 1856 | 1861 | 1866 |
| ---- | ---- | ---- | ---- | ---- | ---- | ---- | ---- | ---- |
| 538  | 478  | 564  | 678  | 678  | 639  | 600  | 548  | 546  |

| 1872 | 1876 | 1881 | 1886 | 1891 | 1896 | 1901 | 1906 | 1911 |
| ---- | ---- | ---- | ---- | ---- | ---- | ---- | ---- | ---- |
| 576  | 560  | 574  | 547  | 534  | 541  | 563  | 484  | 442  |

| 1921 | 1926 | 1931 | 1936 | 1946 | 1954 | 1962 | 1968 | 2016 |
| ---- | ---- | ---- | ---- | ---- | ---- | ---- | ---- | ---- |
| 418  | 384  | 406  | 376  | 385  | 356  | 333  | 293  | 325  |